# Kingston, New York
Kingston är en stad i Ulster County i den amerikanska delstaten New York med en yta av 22,4 kvadratkilometer och en befolkning som uppgår till ca 23 500 invånare (2000). Kingston är administrativ huvudort (county seat) i Ulster County. 
Staden är belägen vid Hudsonfloden, cirka 80 km söder om delstatens huvudstad Albany. 